# Arizona Bowl 2019
Match précédent Match suivant
L'Arizona Bowl 2019 est un match de football américain de niveau universitaire joué après la saison régulière de 2019, le 31 décembre 2019 au Arizona Stadium de Tucson dans l'État de l'Arizona aux États-Unis.
Il s'agit de la 5e édition de l'Arizona Bowl.
Le match met en présence l'équipe des Cowboys du Wyoming issue de la Mountain West Conference et l'équipe des Panthers de Georgia State issue de la Sun Belt Conference.
Il débute à 14 h 30 locales et est retransmis à la télévision par CBS.
Sponsorisé par la société Nova Home Loans, le match est officiellement dénommé le Nova Home Loans Arizona Bowl 2019.
Wyoming gagne le match sur le score de 38 à 17.

## Présentation du match
Il s'agit de la première rencontre entre les deux équipes.
| Équipes                                                                                                 | Conférences | Entraîneurs        | Stats. saison rég. | Classements avant le bowl | Classements avant le bowl | Classements avant le bowl |
| --- | ----------- | ------------------ | ------------------ | ------------------------- | ------------------------- | ------------------------- |
| Équipes                                                                                                 | Conférences | Entraîneurs        | Stats. saison rég. | CFP                       | AP                        | Coaches                   |
| Cowboys du Wyoming                                                                                      | MWC         | Craig Bohl (en)    | 7 - 5              | NC                        | NC                        | NC                        |
| Panthers de Georgia State                                                                               | Sun Belt    | Shawn Elliott (en) | 7 - 5              | NC                        | NC                        | NC                        |
| - Arbitre : Anthony Calabrese (AAC) - Équipe donnée favorite par les bookmakers : Wyoming par 7½ points |             |                    |                    |                           |                           |                           |

### Cowboys du Wyoming
Avec un bilan global en saison régulière de 7 victoires et 5 défaites (4-4 en matchs de conférence), Wyoming est éligible et accepte l'invitation pour participer à l'Arizona Bowl de 2019.
Ils terminent 4e de la Mountain Division de la Mountain West Conference derrière no 23 Boise State, no 22 Air Force et Utah State.
À l'issue de la saison 2019, ils n'apparaissent pas dans les classements CFP, AP et Coaches.
C'est leur première apparition à l'Arizona Bowl.

### Panthers de Georgia State
Avec un bilan global en saison régulière de 7 victoires et 5 défaites (4-4 en matchs de conférence), Georgia State est éligible et accepte l'invitation pour participer à l'Arizona Bowl de 2019.
Ils terminent 3e de la Esat Division de la Sun Belt Conference derrière no 19 Appalachian State et Georgia Southern.
À l'issue de la saison 2019, ils n'apparaissent pas dans les classements CFP, AP et Coaches.
C'est leur première apparition à l'Arizona Bowl.

## Résumé du match
Début du match à  14 h 36 locales, fin à  17 h 33 locales pour une durée totale de jeu de 3 h 17 min. Températures de 17 °C, vent de 6 km/h, ciel ensoleillé.
| QT            | Temps         | Drive         | Drive         | Drive         | Équipe        | Description de l'action | Score | Score |
| ------------- | ------------- | ------------- | ------------- | ------------- | ------------- | --- | ----- | ----- |
| QT            | Temps         | Jeux          | Yards         | TDP           | Équipe        | Description de l'action | WYO   | GSU   |
| 1             | 12:59         | 6             | 75            | 02:01         | GSU           | TD à la suite d'une course de 4 yards par QB Ellington Dan + 1 point de conversion par K Wright Brandon                                    | 0     | 7     |
| 1             | 09:01         | 11            | 39            | 03:58         | WYO           | FG de 53 yards par K Rothe Cooper | 3     | 7     |
| 1             | 02:12         | 3             | 38            | 00:47         | WYO           | TD de 18 yards par WR Conway Austin à la suite d'une réception de passe du QB Williams Levi + 1 point de conversion par K Rothe Cooper     | 10    | 7     |
| 1             | 00:35         | 3             | 11            | 01:27         | WYO           | TD de 8 yards par RB Valladay Xazavian à la suite d'une réception de passe du QB Williams Levi + 1 point de conversion par K Rothe Cooper  | 17    | 7     |
|               |               |               |               |               |               | |       |       |
| 2             | 09:31         | 13            | 57            | 06:04         | GSU           | FG de 25 yards par K Wright Brandon | 17    | 10    |
| 2             | 00:32         | 6             | 60            | 01:29         | WYO           | TD de 51 yards par WR Eberhardt Ayden à la suite d'une réception de passe du QB Williams Levi + 1 point de conversion par K Rothe Cooper   | 24    | 10    |
|               |               |               |               |               |               | |       |       |
| 3             | 08:12         | 5             | 86            | 02:18         | WYO           | TD à la suite d'une course de 1 yard par RB Valladay Xazavian + 1 point de conversion par K Rothe Cooper                                   | 31    | 10    |
| 3             | 07:43         | 3             | 75            | 00:29         | GSU           | TD de 44 yards par WR McCoy Cornelius à la suite d'une réception de passe du QB Ellington Dan + 1 point de conversion par K Wright Brandon | 31    | 17    |
| 3             | 01:21         | 4             | 74            | 01:41         | WYO           | TD à la suite d'une course de 6 yards par QB Williams Levi + 1 point de conversion par K Rothe Cooper                                      | 38    | 17    |
|               |               |               |               |               |               | |       |       |
| Score final : | Score final : | Score final : | Score final : | Score final : | Score final : | Score final : | 38    | 17    |

## Statistiques
| Systèmes | Noms               | Postes | Équipe  |
| -------- | ------------------ | ------ | ------- |
| Attaque  | Xazavian Valladay  | RB     | Wyoming |
| Défense  | Alijah Halliburton | S      | Wyoming |

| Statistiques                           | Cowboys du Wyoming                                      | Panthers de Georgia State                               |
| -------------------------------------- | ------------------------------------------------------- | ------------------------------------------------------- |
| 1er down                               | 24                                                      | 16                                                      |
| 1er down à la course                   | 12                                                      | 10                                                      |
| 1er down à la passe                    | 9                                                       | 6                                                       |
| 1er down suite pénalité                | 3                                                       | 0                                                       |
| Conversion de 3e down                  | 11/17                                                   | 3/13                                                    |
| Conversion de 4e down                  | 0/0                                                     | 1/4                                                     |
| Jeux–yards                             | 73 jeux pour 524 yards                                  | 35 jeux pour 355 yards                                  |
| Yards à la course                      | 47 courses pour 290 yards (moyenne de 6,2 yards/course) | 38 courses pour 199 yards (moyenne de 5,2 yards/course) |
| Yards à la passe                       | 234                                                     | 156                                                     |
| Passes : Réussies-Tentées-Interceptées | 11/26 passes complétées, 1 interception                 | 13/27 passes complétées, 1 interception                 |
| Réussite en zone rouge/chances         | 4/5                                                     | 2/4                                                     |
| TD                                     | 5                                                       | 2                                                       |
| Field Goals                            | 1/12                                                    | 1/1                                                     |
| Sacks (Nombre-Yards)                   | 0                                                       | 1 pour 11 yards adverses perdus                         |
| Fumbles (Nombre/Perdus)                | 2/2                                                     | 1/0                                                     |
| Pénalités (Nombre/Yards perdus)        | 1 pour 10 yards perdus                                  | 5 pour 56 yards perdus                                  |
| Temps de possession                    | 33:51                                                   | 26:09                                                   |

| Cowboys du Wyoming        |                      |                                                                                        |
| Quarterback               | Williams Levi        | 11/26 passes complétées, 234 yards, 1 interception, 3 TDs, 1 sack subi                 |
| Meilleur coureur          | Valladay Xazavian    | 26 courses pour 204 yards nets gagnés, 1 TD, moyenne de 7,8 yards/course               |
| Meilleur receveur         | Valladay Xazavian    | 3 réceptions pour 91 yards gagnés,1 TD                                                 |
| Meilleur tackler          | Halliburton Alijah   | 11 tacles dont 9 en solo, 1 TFL (4 yards), 1 sack (3 yards), 1 interception (23 yards) |
| Panthers de Georgia State |                      |                                                                                        |
| Quarterback               | Ellington Dan        | 13/26 passes complétées, 156 yards, 1 interception, 1 TD, 0 sack subi                  |
| Meilleur coureur          | Ellington Dan        | 14 courses pour 70 yards nets gagnés, 1 TD, moyenne de 5 yards/course                  |
| Meilleur receveur         | McCoy Cornelius      | 5 réceptions pour 78 yards gagnés, 1 TD                                                |
| Meilleur tackler          | Stephens-McQueen, T. | 10 tacles dont 7 en solo, 1 TFL (11 yards), 1 sack (11 yards)                          |